# Bohuslav Ečer
Bohuslav Ečer (31. července 1893 Hranice – 14. března 1954 Brno) byl československý generál justiční služby a profesor mezinárodního trestního práva. Byl také členem Komise Spojených národů pro vyšetřování válečných zločinů, předsedou československé delegace u Mezinárodního vojenského tribunálu pro potrestání válečných zločinců v Norimberku a ad hoc soudcem Mezinárodního soudního dvora v Haagu.

## Život

### Před okupací
Narodil se do rodiny obchodníka, později pracovníka u dráhy Roberta Ečera a jeho manželky Cecilie, rozené Nehybové. Maturoval v roce 1911 na kroměřížském klasickém gymnáziu, pak se dal zapsat na právnickou fakultu Vídeňské university, tu ale nedostudoval, protože musel v roce 1915 narukovat do armády. Po válce svá právnická studia dokončil na Universitě Karlově v Praze, kde roku 1920 získal doktorát práv, a krátkou dobu byl praktikantem u kroměřížského okresního soudu, později u brněnského zemského soudu.
Nakonec však v Brně založil vlastní advokátní praxi se specializací na trestní právo, kde se také v roce 1922 oženil s Ludmilou Galleovou (1894–1986). Manželům se postupně narodily dvě dcery, Naděžda (1922–1978) a Jarmila (1926–1978). Publikoval svou první práci Vina a mravnost, která je věnována procesu s Hildou Hanikovou, která si najala vraha na vlastního manžela. Už před první světovou válkou vstoupil v Kroměříži do sociální demokracie, po jejím rozštěpení v roce 1921 přešel do Komunistické strany Československa, za níž byl zvolen do brněnského městského zastupitelstva. Nesouhlasil ale s postupnou bolševizací strany a podléhání sovětskému vedení, za což byl ze strany v roce 1929 vyloučen. Nejprve působil v komunistické opozici, poté se vrátil do sociální demokracie, za níž se roku 1935 stal druhým náměstkem brněnského starosty.
Ečer aktivně vystupoval proti nastupujícímu německému nacismu, v němž rozpoznal zásadní nebezpečí pro budoucnost, a stal se např. členem Výboru pro pomoc demokratickému Španělsku. V roce 1938 veřejně agitoval za brannou pohotovost Československa proti hrozbám nacistického Německa, přednášel a přesvědčoval veřejné činitele také v Anglii, čímž se dostal do pozornosti gestapa.

### Po okupaci
Po okupaci zbytku Československa emigroval spolu s rodinou přes Záhřeb a Bělehrad do Paříže, kde se účastnil činnosti Československého národního výboru. Napsal zde také práci Okupace Čech a Moravy a zřízení „protektorátu“ ve světle práva mezinárodního, která však již nestačila vzhledem k německému útoku vyjít. Po pádu Francie odešli do Marseille, kde ještě fungoval československý konzulát, ale vichistickou vládou byli označeni za nežádoucí a tak se přesunuli do Nice, kam byl z Paříže přestěhován Ústav pro studium mezinárodního práva. Protože ale hrozilo, že město obsadí fašistická Itálie, uprchli v roce 1942 přes Španělsko a Portugalsko do Velké Británie. Zde se Bohuslav Ečer stal zaměstnancem ministerstva zahraničních věcí československé exilové vlády, později byl spolupracovníkem ministra spravedlnosti Jaroslava Stránského.
Ečer se už dlouhodobě zaobíral otázkami mezinárodního trestního práva, válečného práva a válečných zločinů, proto se zde také stal členem komise London International Assembly pro válečné zločiny, kde prosadil označení NSDAP, SA, SS a gestapa za zločinecké organizace, napsal též brožuru The Lessons of the Kharkov Trial (Poučení z Charkovského procesu). Exilovou vládou byl delegován jako zástupce Československa do Komise Spojených národů pro vyšetřování válečných zločinů, kde nakonec úspěšně prosadil prohlášení útočné války za mezinárodní zločin.

### Úloha v Norimberském procesu
Významně se podílel na vzniku Mezinárodního vojenského tribunálu pro potrestání válečných zločinců, který po válce zasedl v Norimberku a kterého se Bohuslav Ečer účastnil jako předseda československé delegace. Ještě předtím byl vedoucím československého vyšetřovacího týmu, který ve Wiesbadenu našel K. H. Franka. Ečer jej vyslýchal jako první a získal jej už jako generál justiční služby také z amerického zajetí do rukou československé justice. Hned na začátku mu sdělil: „Nepoužil jsem a nepoužiji vašich metod. Těch se bát nemusíte. Nejsme Němci, nemstíme se. Budeme jen trestat.“
Kromě něj také vyslýchal např. říšského protektora Kurta Daluega, říšského ministra zahraničních věcí Joachima von Ribbentropa, polního maršála Wilhelma Keitela, generála SS Bernharda Vosse nebo říšského ministra a šéfa říšské kanceláře Hanse Lammerse. Po skončení Norimberského procesu působil jako soudce Mezinárodního soudního dvora v Haagu, kde rozhodoval v tzv. kauze „průliv Korfu“ mezi Velkou Británií a Albánií, proti většinovému rozhodnutí o odpovědnosti Albánie uplatnil odlišné stanovisko. Své zážitky z celého tohoto období popsal v populárně naučných knihách Norimberský soud, Jak jsem je stíhal, Právo v boji s nacismem a Poučení norimberského soudu pro Slovany.

### Poválečná léta
V roce 1948 se stal nejdříve docentem a hned poté profesorem mezinárodního práva trestního na Právnické fakultě Masarykovy university v Brně, kde vedl Ústav pro mezinárodní právo trestní a vydal skripta Příručka mezinárodního práva veřejného. Publikoval také vědeckou monografii Vývoj a základy mezinárodního práva trestního. Nezůstal zde však dlouho, fakulta byla v roce 1950 zrušena. Bohuslav Ečer sice zůstal ve svazku university, nemohl ale vyučovat a publikovat. Jako bývalý sociální demokrat, který se účastnil válečného odboje na Západě a který se navíc mj. postavil na obranu Milady Horákové, se postupně stával cílem zájmu StB. Když jej však přišli v roce 1954 zatknout, neboť měl být jedním z obžalovaných v připravovaném vykonstruovaném procesu s tzv. brněnskou skupinou, byl již den po smrti. Zemřel rychlou smrtí na infarkt levé zadní komory srdeční. Manželka Ludmila persekuci unikla ukrytím v psychiatrické léčebně, dcera Jarmila ale byla odsouzena na 12 let, propuštěna byla po amnestii v roce 1960.

## Ocenění

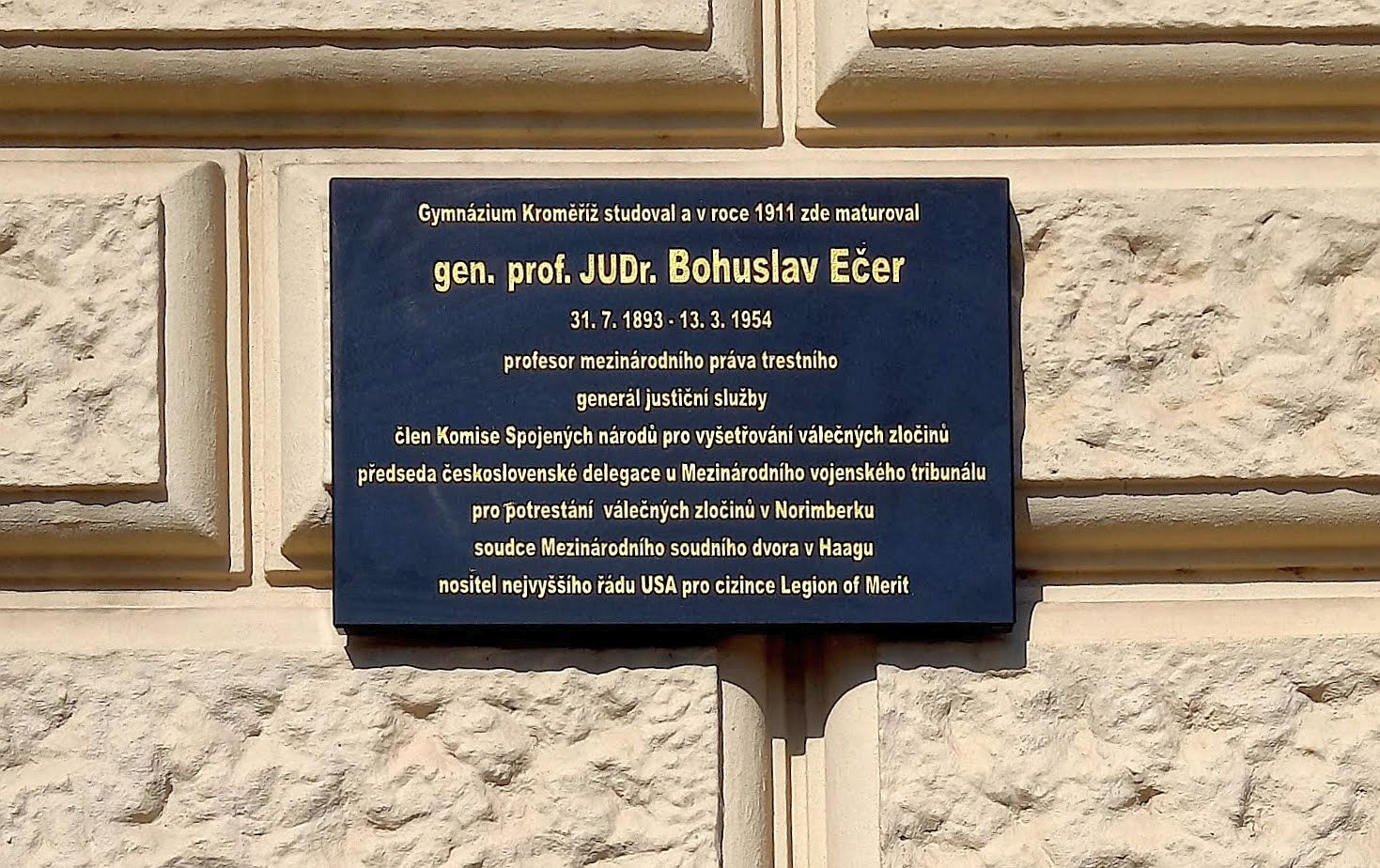
Pamětní deska na budově gymnázia v Kroměříži

Roku 2001 bylo Bohuslavu Ečerovi uděleno in memoriam čestné občanství města Brna a v Brně-Bystrci je po něm pojmenována ulice Ečerova.
V roce 2012 mu byla udělena Cena Václava Bendy (in memoriam). Roku 2019 mu prezident Miloš Zeman propůjčil in memoriam Řád Bílého lva vojenské skupiny I. třídy.
Dne 1. října 2021 mu byla v Kroměříži na budově gymnázia odhalena pamětní deska.